# Жана д'Арк
Вижте пояснителната страница за други личности с името Жана д'Арк.
Жана д'Арк (на френски: Jeanne d'Arc), известна още като Орлеанската дева (на френски: La Pucelle d'Orléans), е национална героиня на Франция и светица на Католическата църква.
Родена е в село в Източна Франция. Като уверява хората, че е напътствана от Бога, повежда френската армия в няколко важни битки по време на Стогодишната война, която проправя пътя на Шарл VII към короната. Пленена е от бургундците, продадена на англичаните, обвинена в неподчинение и ерес,, съдена от църковен съд и изгорена на кладата на 19-годишна възраст. Двадесет и пет години след екзекуцията папа Каликст III преразглежда делото, признава я за невинна и я провъзгласява за мъченица. Обявена е за блажена през 1909 година, а е канонизирана през 1920 г. Жана д'Арк е причислена към светците покровители на Франция: св. Денис, св. Мартин, свети Луи IX и св. Тереза Лисио.
Жана д'Арк е важна фигура в Западната цивилизация. Името ѝ е увековечено във филми, книги и музикални произведения.

## Франция в епохата на Жана д'Арк
Стогодишната война започва през 1337 г. като следствие от спора за френския престол, с кратки прекъсвания и периоди на относителен мир. Английският крал Едуард III напада Франция, с което заявява своите претенции към френския престол. Войната протича с променлив успех и за двете страни. Французите претърпяват жестоки поражения, но успяват да запазят контрола си върху голяма част от страната, и даже да отвоюват някои райони. Почти всички боеве обаче се водят на френска територия, икономиката е изтощена, а населението не се е възстановило още от черната смърт през предишното столетие. По времето, когато се ражда Жана д'Арк, Англия почти е успяла да постигне двойна монархия.
Френският крал по това време, Шарл VI, страда от пристъпи на лудост и често не може да управлява. Брат му Луи, херцог на Орлеан, и братовчед му Жан Безстрашни, херцог на Бургундия, непрекъснато се карат за регентството и грижата за кралските деца. Отношенията ескалират дотолкова, че по нареждане на Жан Безстрашни Луи е убит през 1407 г..
Хенри V от новата династия Ланкастър в Англия се опитва да се възползва от ситуацията, като напада Франция и завзема много от северните ѝ градове през 1415 г.. Междуособиците в Англия са прекратени и кралят нахлува решително на материка. В самата Франция вътрешната ситуация е катастрофална. Страната формално е управлявана от безумния крал Шарл VI, а за реалната власт се борят групировките Арманяки и Бургиньони, като положението на французите рязко се влошава. Бъдещият крал на Франция – Шарл VII, приема титлата дофин (престолонаследник) на 14-годишна възраст, след като и четиримата му по-големи братя загиват. На 25 октомври 1415 година френската войска е разбита в сражението при Азенкур. През 1416 г. бургундският херцог Жан Безстрашни сключва съюз с англичаните, скоро става стопанин на Париж и започва да управлява от името на безумния крал заедно със съпругата му Изабела Баварска. Дофинът Шарл VII, наследник на Шарл VI, по чудо успява да избяга на юг.
През 1419 г. дейността на дофина е насочена към сключване на мирен договор с Бургундия. Тя завършва с пълен провал, след като привърженици на Арманяки убиват Жан Безстрашни по време на среща с гарантирана защита от страна на Шарл. Новият херцог на Бургундия, Филип Добрия, обвинява Шарл за убийството и влиза в съюз с англичаните. Съюзническите войски завладяват големи части от Франция.
През 1420 г. Изабела Баварска подписва договора от Троа, чрез който предоставя френския престол на Хенри V и неговите наследници вместо на сина си Шарл VII. Това споразумение поражда слухове за нейна любовна афера с покойния херцог на Орлеан и повдига съмнения, че дофинът е незаконнороден. Предвижда се след смъртта на Шарл VI крал да стане Хенри V. Той се жени за френската принцеса Екатерина и има син, който според договора трябва да стане следващият наследник. Хенри V и Шарл VI умират внезапно през 1422 г. в рамките на два месеца и оставят деветмесечното бебе Хенри VI Английски за монарх на двете кралства. Братът на Хенри V, Джон Ланкастър, първи херцог на Бедфорд, става регент.
Към началото на 1429 г. почти цяла Северна Франция и някои части на югозапад са под чуждестранен контрол. Англия контролира Париж и Руан, а бургундците контролират Реймс, където по традиция се коронясват френските крале. Това е важен фактор, тъй като наследникът на трона на Франция все още не е коронясан официално. Англичаните обсаждат Орлеан – един от малкото останали лоялни френски градове, със стратегическо положение по поречието на река Лоара, което го прави последното препятствие за нахлуване в останалата част от страната. За да подчинят напълно Франция, англичаните трябва само да обединят окупираната ѝ северна част с отдавна контролираните Гиен и кралство Аквитания на юг. Пречката е град Орлеан. Операцията по превземането му започва през 1428 г.

## Животът на Жана д'Арк

### Ранни години
За традиционна дата на раждане на Жана се приема 1412 година, макар в декрета на папа Пий X от 6 януари 1904 г., приет след тържествено заседание, на което е разгледано причисляването ѝ към светците, е посочена датата 6 януари 1409/1408. Самата Жана казва, че е на около 19 години по време на процеса, така че трябва да е родена през 1412 година. Тя по-късно свидетелства, че преживява първото си видение около 1424 г. на възраст 12 години.
Жана д’Арк е родена в село Домреми на границата на областите Шампан и Горна Лотарингия, което тогава е във френската част на херцогство Бар, разположено западно от река Маас. Останалата част от херцогството (на изток от река Маас) е част от Свещената Римска империя. Тя е дъщеря на Жак д’Арк и Изабел Роме. Родителите ѝ имат собственост от около 50 акра (20 хектара) земя и баща ѝ допълва земеделието с незначителна позиция като служител в селото – събирач на данъци и местен часовник. Жана никога не се нарича Жана Д'Арк, а само Жана Девицата и уточнява, че в детството ѝ са я наричали Жанет. Те живеят в изолиран участък в източната част на Франция, останал верен на френската корона, въпреки че е заобиколен от бургундски земи и нападан в миналото, дори опожарен.
На 12 – 13 годишна възраст, по думите на самата Жана, тя за първи път чува гласовете на свети архангел Михаил, света Екатерина Александрийска и света Маргарита Антиохийска, които ѝ казват да заведе дофина за коронация в Реймс. Тя казва, че се разплакала, когато си тръгнали и изчезнали, защото били много красиви. След известно време, именно те ѝ казват, че на нея е писано да свали обсадата на Орлеан, да върне дофина на трона и да изгони англичаните. Когато Жана става на 16 – 17 г., тя отива при капитана на град Вокульор Робер де Бодрикур и обявява своята мисия. След като е осмяна, тя се връща в селото си и след година опитва отново. Този път капитанът, поразен от нейната настойчивост, е по-внимателен, а когато Жана точно предсказва печалния за французите изход от т.нар. Битка на херингите под стените на Орлеан, се съгласява да ѝ даде хора, за да може да отиде при краля. Освен това ѝ дава мъжки дрехи за прикритие.

### Пътят към славата
За 11 дни преодолява разстоянието между Домреми и замъка Шинон през неприятелската бургундска територия и на 4 март 1429 г. влиза в резиденцията на Шарл. Дофинът получава писмо от нея преди това, в което тя му казва, че непременно ще го разпознае. Затова той ѝ устройва проверка като поставя на трона друг човек, а самият той застава в тълпата от придворни. Жана издържа на изпитанието и го разпознава. Обявява, че е изпратена, за да освободи страната от английското господство и поисква войска, за да свали обсадата на Орлеан. В Шинон Жана изумява Шарл VII със своята майсторска езда и безупречното познаване на игри, разпространени сред аристокрацията, за които е нужно съвършено владеене на оръжието. Според съвременници, човек добива впечатлението, че не е селско момиче от полето, а обучавано в училище момиче, което има досег с науката.
В началото Шарл VІІ се колебае. Първо той дава заповед да се провери девствеността на момичето, след това я отправя в Поатие, за да бъде подложена на разпит от божите служители, и накрая изпраща хора до родното ѝ място да проверят достоверността на думите ѝ. След като не открива нищо, което да опетни репутацията на Жана, Шарл решава да ѝ даде войски и я назначава за главнокомандващ. Водещите френски военачалници Етиен де Виньол по прозвище Ла Гир, Потон де Сентрайл и граф Жан де Дюнуа, които са от последните сили на отбиващите английските атаки в Орлеан, са длъжни да застанат под нейно командване. Началник на щаба става принц Жан ІІ Алансон. Важно значение за това смело решение става фактът, че Жана, в името на Бога, потвърждава правотата на престола на Шарл и го уверява, че той е законният наследник, нещо, в което по това време мнозина се съмняват, включително самият Шарл.

### Военачалник
След назначаването на Жана д'Арк за главнокомандващ, за нея се изготвят специални доспехи (тя получава специално разрешение да носи мъжки дрехи от комисията от богослови в Поатие), знаме и хоругви. Тя твърди, че гласовете ѝ казват да намери древна сабя, скрита зад олтара на църквата Сент Картин дьо Фербоа. Служителите в църквата не знаят за никаква сабя, но след като разкопават, на неголяма дълбочина намират ръждясала сабя, която след това полират. Има всеобщо поверие, че този меч е принадлежал на Карл Велики, но остава само мнение без доказателства.
След това тя тръгва за Блоа, сборният пункт за армията и вече начело на армията настъпва към Орлеан. Новината за това, че армията е оглавявана от посланица на Бог, предизвиква необичаен морален подем във войската. Загубилите надежда офицери и войници, покрусени от безкрайните поражения, се въодушевяват, обзема ги надежда и им се възвръща храбростта.
На 29 април 1429 г. Жана с неголям отряд пристига при обсадата на Орлеан. На 4 май нейната армия удържа първата си победа, превземайки бастиона Сен Лу. Победите следват една след друга и през нощта на 7 срещу 8 май англичаните са принудени да свалят обсадата. Така задачата, която френските военачалници преди нея считат за неизпълнима, Жана решава за 4 дни.
След победата при Орлеан задачата е да се прочисти долината на река Лоара от английски войски. Те са прогонени от крепостите Менг и Божанси. На 18 юни в битката при Патé английската армия търпи едно от малкото си поражения. Така се поставя началото на легендата – всички започват да наричат Жана „Орлеанската девица“ (la Pucelle d’Orléans). По-разпространеният превод „Орлеанската дева“ не е съвсем коректен, тъй като епитетът „Дева“ (la Vierge) в Средните векове в Западна Европа се използва изключително и само за Богородица. Денят 8 май се отбелязва всяка година в Орлеан като главен празник на града.
След Патé тя повежда армията към Реймс, като по пътя връща градовете обратно на Франция. На 16 юли град Реймс отваря вратите си за нейната армия. На 17 юли се състои коронацията на дофина Шарл под името Шарл VII. Жана настоява веднага да се нападне Париж, но кралският съд решава да се търсят преговори с Филип Добрия, който успява да окупира още по-добре Париж. Французите печелят още някои по-незначителни победи. На 29 декември Жана и нейното семейство стават благородници.
Размахът на народната освободителна война и огромната популярност, военен и лидерски талант на Жана д'Арк плашат, а Англия понася поражения и е принудена да отстъпва.

### В плен
Примирието с Англия през следващите няколко месеца лишава Жана от поле за изява. На 23 март 1430 г. тя диктува заплашителното писмо до хуситите. Те представляват дисидентска група, която е скъсала с католическата църква по редица доктринални точки и която побеждава няколко предишни кръстоносни похода, изпратени срещу тях. Писмото на Жана обещава да отстрани тяхната лудост и фалшиво суеверие, като отнеме или тяхната ерес или техния живот. Въпреки всичко това, примирието с Англия е краткотрайно. Жана заминава за Компиен, за да може да помогне при защитата на града от английската и бургундска обсада.
На 23 май 1430 г., по време на едно от излизанията на французите от обсадения Компиен, героинята попада в плен на бургундците, след като се опитва да атакува бургундски лагер в Марни. Когато заповядва отстъпление в близките укрепления на Компиен, след като вижда напредването на допълнителна сила от 6000 бургундци, тя заема почетното място да напусне мястото на битката последна. Бургундците я заобикалят и я свалят от коня. В началото тя отказва да се предаде. По-късно прави няколко неуспешни опита да избяга. Крал Шарл VII, който ѝ е толкова задължен, не прави никакви опити да я освободи или откупи. Бургундците я продават на англичаните за 10 000 златни лири. През декември 1430 година тя е преместена в Руан.

### Съд
Делото, повдигнато срещу Жана д'Арк за ерес, в същността си е политически мотивирано. Въпреки че я съди църквата, тя е държана под английска охрана, в светски затвор в кулата в Руан, като военнопленница. Според тогавашните правила тя трябва да е в църковен затвор, наглеждана от монахини. Руан по това време е бастион на английското влияние. Осъждането ѝ е опит да се подкопае легитимността на дофина.
Според църковния закон, епископ Пиер Кошон няма необходимите компетенции и право да води делото по случая. Той дължи назначението си на партийната си подкрепа на правителството на англичаните, което финансира процеса. Нотариус Никола Бейли, на когото е възложено събиране на свидетелски показания срещу Жана, не може да намери никакви неблагоприятни доказателства. Без такива доказателства на съда липсват всякакви основания за започване на съдебен процес. С откриване на съдебния процес така или иначе, съдът нарушава още веднъж църковния закон, като отрича правото ѝ на юридическа защита – адвокат или друг представител на закона, който да защитава нейните интереси.
Делото се води от януари до май 1431 година. През цялото време девойката се държи смело и достойно, като демонстрира своя забележителен интелект. Един известен пример за това, от официалния препис, е следният. Запитана дали знае, че има благоволението на Господа, тя отговаря:„Ако го нямам, нека Бог ми го даде, а ако го имам, нека ми го запази“. Въпросът всъщност е уловка, предварително замислен капан. Според църковната доктрина никой не може да е сигурен дали има Божието благоволение и милост. Ако девойката е отговорила с „да“, тогава тя би била осъдена за ерес. Ако е отговорила с „не“, би признала собствената си вина. Разпитващите я са изумени от нейния отговор. Има свидетелски показания, че значителни части от записите са променени и фалшифицирани. Много от духовниците служат по принуда, някои дори под смъртна заплаха. Кошон ѝ отказва подадените от нея жалби до Съвета на Базел и папата, който би спрял процедурата, манипулирана отначало докрай.

#### Открити заседания
Според формалностите, изисквани от закона по това време, за да разследват случаите, свързани с вярата, ответникът следва да даде своето име, място на раждане, възраст, да посочи имената на роднините си и т.н. Първото заседание е напълно посветено именно на това. По време на първото интервю на 21 февруари Жана отговаря на 9 въпроса, извършва всички формалности, но веднага ѝ се поставя капан – Кошон иска публично тя да рецитира „Отче наш“ и „Аве Мария“. Според жестоките инквизиционни правила, всяка грешка или дори запъване по време на молитвата може да се тълкува като ерес. Жана излиза с чест от ситуацията, като настоява да направи това по време на изповед и като духовен човек, епископът не може да ѝ откаже, междувременно същите тези закони на църквата го принуждават да пази в тайна всичко, което чуе по време на изповед. Кошон продължава да настоява, като я кани да рецитира молитвата в присъствието само на няколко уважавани личности, но девойката отстоява своята позиция – че ще го направи само по време на изповед, като по този начин печели първия двубой.
Жана д'Арк поисква освобождаването си от веригите на краката, на което епископът отговаря, че това е принудителна мярка и предлага в замяна Жана да се закълне, че няма да напусне затвора, заплашвайки я, че в противен случай ще бъде призната за виновна в ерес. Тя отговаря: „Всъщност, аз желаех и сега продължавам да желая да избягам, такова е желанието на всеки затворник“.
На второто заседание на 22 февруари Жана отговаря на 12 въпроса, описва детството си, кога за първи път чува гласа на Бога, визитата си във Вокульорс и пътуването и срещата си с крал Шарл в Шинон.
На третото заседание на 24 февруари тя отговаря на 32 въпроса. Първата група въпроси се отнася за нейните видения и гласовете, които чува. Втората група от въпроси са за нейната младост, тя говори в големи подробности за Дървото на феите.
На четвъртото заседание на 27 февруари Жана отговаря на 53 въпроса. Разказва за гласовете на светиите, за първи път, наричайки ги с имена: Света Катерина, Света Маргарет и свети Михаил. Тя също споменава как в Поатие духовници са я разпитвали в продължение на три седмици, отговаря на някои въпроси за мъжките дрехи, включително за историята на меча в църквата на Сен Катрин де Фербоа и как бива ранена.
На петото заседание на 1 март Жана отговаря на 51 въпроса. Тя е запитана за писмото на граф д'Арманяк, който се интересува кой от трите папи е най-истинският, и тя казва, че този, който живее в Рим. След това Жана прогнозира, че в рамките на седем години британците ще понесат голяма загуба и ще загубят всичко.
На шестото заседание на 3 март тя отговаря на 56 въпроса. Тя е запитана за ангели (теологичен въпрос) и за мъжкото облекло. Повдигнат е и въпроса за нейния опит за бягство, скачайки от кулата Боревуар (преди да бъде преместена в Руан).
След тези публични заседания и проучените материали по делото, се взема решение да се продължи с още разпити.

#### Закрити заседания
Следващите разпити са проведени при закрити врати в Руанския замък, водени от Жан дьо Лафонтен (магистър на изкуствата, лицензиат по каноническо право), по поръчка на епископа на Бове, присъстват и няколко други души.
На 10 март Жана отговаря на 22 въпроса. Те са свързани с обстоятелствата около залавянето ѝ и конете и парите, с които разполага. Тя също говори за знака, който ангелът дава на краля, като дава само някои подробности.
На 12 март е разпитвана два пъти и отговаря на общо 24 въпроса. Те са свързани със знака на краля, виденията на светците, а също баща ѝ и майка ѝ (включително съня на баща ѝ за нейното възможно заминаване) и плановете да бъде освободен херцогът на Орлеан.
На 13 март тя отговаря на 31 въпроса. Орлеанската дева най-накрая разкрива какъв е бил знакът, а именно короната, която според нея, ангел донася от небесата в покоите на Шарл в замъка в Шинон. Повечето от въпросите през този ден касаят именно това събитие и някои подробности на военните кампании.
На 14 март е разпитвана два пъти и е отговорила на 18 въпроса. Те засягат опита за бягство при скачането от кулата и подробности за разговорите със светиите. Когато казва, че света Екатерина ѝ е обещала място в рая, на Жана е напомнен начинът, по който е бил екзекутиран по нейна заповед Франк д'Арас, че е взела коня на санлиския епископ и че е нападнала Париж в деня на празника, както и че носи мъжки дрехи. Жана отрича тези дейности като грях, настоявайки, че Франк д'Арас е убиец и присъдата му е изпълнена след законен съд, на епископа дава разписка за коня, а мъжките дрехи носи по повеление на Бог.
На 15 март тя отговаря на 27 въпроса. Попитана е дали е допустимо да избяга от затвора, на което тя отговаря утвърдително. Също така я питат дали е готова да носи женски дрехи, ако иска да отиде на литургия, но тя казва, че е обещала на краля да не съблича мъжките си дрехи. Други въпроси засягат това дали е готова да се подчини на волята на църквата, както и подробности за разговорите със светиите и дали е в състояние да разграничи ангел от демона.
На 17 март Жана е разпитвана два пъти, отговаря на 48 въпроса. Те са свързани с отношението към църквата, нейните доспехи, разговорите със светиите, както и използването на имената Иисус, Мария. В допълнение, Жана е попитана дали Бог мрази англичаните, на което тя отговаря, че не знае, но е сигурна във френската победа.
На 18 и 22 март епископът събира в дома си заседателите и прочита откъси от разпита. На 24 март регистърът с материалите от разпитите се чете на френски на Жана д'Арк и тя потвърждава автентичността му, добавяйки само две подробности. На 25 март епископът отново я пита дали желае да се облече в женски дрехи, но тя отказва, молейки го да присъства на литургията в мъжко облекло.

### Екзекуция
Ереста се счита за углавно престъпление само при повторно нарушение. В желанието си да сломят волята ѝ я държат при много лоши условия в затвора, английските стражи я оскърбяват, а трибуналът я заплашва с мъчения, но всичко е напразно, защото девойката отказва да се признае за виновна. На 24 май Кошон прибягва към подлост – завежда Жана до готовата вече клада и чак тогава обещава да я премести от светски в църковен затвор, ако подпише документ, че се отказва от ереста и се подчинява на църквата. Документът, който ѝ е прочетен, е заменен с друг и неграмотното момиче слага кръст на него. В подменения документ се казва, че тя се отказва от всичките си заблуди. Естествено, Кошон я връща обратно в светския затвор.
След няколко дни Жана започва да носи отново мъжки дрехи, макар преди това да се е съгласила да се облече в женски. Причините, които се посочват за това, са, че женските дрехи са ѝ били отнети насила или че тя се е страхувала от изнасилване и опозоряване. Това е достатъчно условие трибуналът да се произнесе, че отново е попаднала в своите заблуждения, и да я обвини, че е еретичка, вероотстъпница и идолопоклонница. Църковният съд в Руан я обвинява в ерес и на 30 май 1431 г. я изгаря на клада на площада на стария пазар. Когато пламъците я обземат, тя моли за кръст, който да държат пред нея, и на няколко пъти проплаква: „Иисусе!“ Много от присъстващите плачат. След като умира, англичаните показват обгорялото тяло, за да не се създава легендата, че е успяла да избяга. След това го изгарят до изпепеляване, за да предотвратят събирането на реликви, а праха разпръскват в Сена.

## Краят на Стогодишната война
Стогодишната война продължава двадесет и две години след смъртта на Жана д'Арк. Шарл VII успява да се задържи като законен крал на Франция въпреки коронацията на неговия съперник, Хенри VI през декември 1431 г. на десетия рожден ден на момчето. Преди Англия да успее да възстанови военното си ръководство, изгубено през 1429 г., страната губи съюза си с Бургундия с договора от Арас през 1435 г. Херцог Бедфорд умира същата година, умира и Изабела Баварска и Хенри VI става най-младият крал на Англия, който управлява без регент. Слабото му ръководство е може би най-важният фактор за прекратяване на конфликта.
От друга страна, агресивното използване на артилерията от Жана д'Арк при нападенията оказва влияние на френската тактика до края на войната. През 1453 година французите завземат Бордо, което слага край на Стогодишната война.

## Посмъртна оправдателна присъда и канонизация
След края на войната в Нормандия през 1452 г., Шарл VII нарежда да се съберат всички документи, свързани с процеса на Жана, и да се предприеме разследване на неговата законосъобразност. Разследването разглежда документите на процеса, разпитва оцелели свидетели и единодушно решава, че по време на процеса са допуснати груби нарушения на закона. През 1455 г. папа Каликст III нарежда да се започне нов процес и назначава трима представители да следят за неговото съблюдаване.
Съдът в Париж, Руан и Орлеан провежда разследвания в родните земи на Жана. Легати на папата и съдията разпитват 115 свидетели, включително майката на Жана, нейни другари по оръжие и обикновени жители на Орлеан.
На 7 юли 1456 г. съдията прочита присъдата, която е, че всяко обвинение срещу Орлеанската дева се опровергава от разпита на свидетелите. Първият процес е обявен за невалиден, а копие от протоколите и обвинителния акт символично са скъсани пред събралата се тълпа. Доброто име на Жана д'Арк е възстановено.
През 1909 г. папа Пий X я обявява за блажена, а на 16 май 1920 г. папа Бенедикт XV я канонизира.

## Паметници
- Паметник на мястото на екзекуцията
- Паметник в Реймс
- Паметник в Париж
- Паметник в Компиен